# Southwest Arm (Terra Nova)
De Southwest Arm (Frans: Bras Southwest) is een zeearm in de Canadese provincie Newfoundland en Labrador. Het is een 5 km lange zijarm van de Northeast Arm aan de oostkust van het eiland Newfoundland. De Southwest Arm ligt in het noordelijke deel van het Nationaal Park Terra Nova.

## Geografie
De Southwest Arm is tildevormig en gaat zoals de naam aangeeft in overwegend zuidwestelijke richting. De zeearm is 5 km lang en gemiddeld zo'n halve kilometer breed. Hij begint in het noordoosten als een smalle zijarm van de Broad Cove. Dat is een grote zuidelijke inham van de Northeast Arm, die op zijn beurt een zijarm van de Oost-Newfoundlandse Alexander Bay is.
De opening tussen de Southwest Arm en de Broad Cove is amper 150 meter breed en bevat de restanten van een dijk waarop historisch een aftakking van de Newfoundland Railway lag.
Aan het uiteinde van de zeearm mondt de rivier Southwest Brook er in uit. Bij de monding ligt een schoorwal en is er ook sprake van beperkte deltavorming.
Aan de noordzijde van de Southwest Arm, in de bocht van de tilde, ligt Maladie Head, een van de bekende heuvels van het Nationaal Park Terra Nova.

## Terra Nova
De Southwest Arm ligt binnen de grenzen van het Nationaal Park Terra Nova. Aangezien het zeewater betreft, maakt officieel gezien echter enkel het omliggende land effectief deel uit van dat nationaal park. De wateren van de zeearm zijn, net als die van de er op aansluitende Broad Cove, echter wel erkend als onderdeel van het Trekvogelreservaat Terra Nova.
Het eindpunt van de zeearm reikt tot vlak bij de Trans-Canada Highway en er is aldaar ook een officiële stopplaats van het nationaal park voorzien (genaamd Southwest Arm – Bras Southwest). Er zijn daar onder andere picknicktafels, kampeerlocaties en enkele wandelpaden voorzien en het is het beginpunt van een bewegwijzerde wandelroute langs de Southwest Brook.